# Selección de fútbol sub-16 de Irlanda del Norte
La selección de fútbol sub-16 de Irlanda del Norte representa a Irlanda del Norte en la Victory Shield y torneos menores. Y es controlado por la Asociación Irlandesa de Fútbol.

## Equipo

### Equipo actual
Convocados para los partidos contra  Gales,  Escocia e  Irlanda en la Victory Shield.
| N.º | Pos.           | Jugador           | Club              |
| --- | -------------- | ----------------- | ----------------- |
|     | Portero        | Alex Henderson    | Coleraine         |
|     | Portero        | Billy McDowell    | Coleraine         |
|     | Defensa        | Ruairi McConville | Linfield          |
|     | Defensa        | Michael Forbes    | Dungannon Swifts  |
|     | Defensa        | Josh Roney        | Linfield          |
|     | Defensa        | Bobby Deane       | Derry City        |
|     | Defensa        | Matthew Carson    | Glentoran         |
|     | Defensa        | Aidan Lillis      | Cliftonville      |
|     | Centrocampista | Kenny Ximenes     | Dungannon Swifts  |
|     | Centrocampista | Oliver Lamb       | Middlesbrough     |
|     | Centrocampista | Harry Wilson      | Glentoran         |
|     | Centrocampista | Jacson Coppack    | Everton           |
|     | Centrocampista | Brodie Spencer    | Cliftonville      |
|     | Delantero      | Elliott Wood      | Glentoran         |
|     | Delantero      | Callum Marshall   | Glentoran         |
|     | Delantero      | Jamie Donley      | Tottenham Hotspur |
|     | Delantero      | Conor Scanell     | Cliftonville      |
|     | Delantero      | Shea Brennan      | Crusaders         |
|     | Delantero      | Ethan Sousa       | Dundalk           |
|     | Delantero      | Conor Falls       | Glentoran         |

## Partidos

### Últimos partidos
| Amistoso; 29 de noviembre de 2018 | Polonia                                     | 4-0     | Irlanda del Norte | Stadion Unii Swarzędz, Swarzędz, Polonia              |                                                       |
| 13:00                             | Wilak 13' · Buksa 27' · Włodarczyk 68', 80' | Reporte |                   | Asistencia: 827 espectadores Árbitro(s): Szymon Lizak | Asistencia: 827 espectadores Árbitro(s): Szymon Lizak |

| Amistoso; 14 de abril de 2016 | Gales | 1-2 | Irlanda del Norte |  |  |

| Amistoso; 17 de abril de 2019 | Bulgaria | 1-1 | Irlanda del Norte |  |  |

| Amistoso; 17 de septiembre de 2019 | Finlandia  | 1-1     | Irlanda del Norte | Urjalan keskusurheilukenttä, Urjala, Finlandia |  |
| 17:00                              | Kujala 39' | Reporte | Crook 85'         |                                                |  |

| Amistoso; 19 de septiembre de 2019 | Finlandia                 | 2-3     | Irlanda del Norte          | Eerikkilän Urheiluopisto, Eerikkilä, Finlandia |  |
| 17:00                              | Kotila 47' · Hellemaa 74' | Reporte | Carson 15', 65' · Wood 90' |                                                |  |